# Dolichopeza (Trichodolichopeza) centrosoma
Dolichopeza (Trichodolichopeza) centrosoma is een tweevleugelige uit de familie langpootmuggen (Tipulidae). De soort komt voor in het Afrotropisch gebied.